# Deux Rivières
Deux Rivières község Franciaország Burgundia-Franche-Comté régiójában, Yonne megyében. Új községként 2017. január 1-jén jött létre Accolay és Cravant község egyesítésével. A korábbi községek egyesülésekor az új község lélekszáma 1259 fő lett. Lakosainak száma 1272 fő (2022. január 1.).

## Népesség
| Lakosok száma | 1258 | 1260 | 1263 | 1265 | 1265 | 1266 | 1272 |
|               | 2015 | 2017 | 2018 | 2019 | 2020 | 2021 | 2022 |